# Opatrunek okluzyjny
Opatrunek okluzyjny – opatrunek zakładany na ranę w taki sposób, aby nie dopuścić do jej kontaktu ze środowiskiem zewnętrznym i powietrzem (odseparowanie rany poprzez szczelne przyleganie opatrunku do ciała), dzięki czemu skraca się czas wchłaniania zaaplikowanej maści czy innych specyfików leczniczych, a tym samym przyspiesza się gojenie rany. Są wodoodporne i zapobiegają przenikaniu do rany również innych niepożądanych substancji. Materiałem klejącym jest w nich zazwyczaj substancja hydrożelowa.
Opatrunki okluzyjne nie mogą być stosowane na każdą ranę, nie stosuje się ich w przypadku otwartej rany klatki piersiowej, bowiem zastosowanie takiego opatrunku spowodowałoby brak możliwości wymiany powietrza z otoczeniem, tym samym mogłoby to doprowadzić do powstania odmy prężnej.